# Sthefany Thomas
Sthefany Thomas Díaz (Temuco, 4 maggio 1989) è un'ex cestista argentina con cittadinanza statunitense.
È la figlia di Jim Thomas e la sorella di Erik Thomas.

## Carriera
Con l'Argentina ha disputato tre edizioni dei Campionati americani (2011, 2013, 2015).

## Palmarès
- Kvinneligaen: 1

Gimle: 2012-13